# Czaple-Kolonia
Czaple-Kolonia [ˈt͡ʂaplɛ kɔˈlɔɲa] est un village polonais de la gmina de Repki dans le powiat de Sokołów et dans la voïvodie de Mazovie, au centre-est de la Pologne.